# Externalismo (epistemologia)
Contra o internalismo, o externalismo epistêmico defende que uma pessoa não precisa ser capaz de explicitar a justificação das suas crenças para ser considerada justificada. Basta que a crença tenha sido formada de um modo adequado (veja o confiabilismo, por exemplo).  	 
"Entendo o externalismo epistemológico como uma reivindicação acerca das condições que devem se dar para uma crença ser justificada ou ser contada como conhecimento, e primariamente o que o externalista nega é que a justificação ou conhecimento requeira que as razões da pessoa estejam acessíveis, ou que seja o caso que as condições justificando a crença sejam conhecidas pela pessoa. Como tal, o externalismo é uma reivindicação sobre as condições para o conhecimento ou justificação, não uma expressão de ceticismo sobre a possibilidade de se estar justificado. É uma condição mais fraca do que o requerimento internalista que o que quer que justifique uma crença deva ser conhecido pela pessoa, para ser o caso. [...] o externalista insistirá que o importante é a confiabilidade." (Richard Moran, "Replies to Heal, Reginster, Wilson, and Lear", Philosophy and Phenomenological Research, volume LXIX, número 2, setembro de 2004, páginas 455-472)
É uma condição mais fraca porque dispensa a necessidade de que  o sujeito da crença tenha qualquer tipo de acesso ao que justifica sua crença, algo tipicamente internalista. Assim, podemos ter crenças justificadas (e quiçá conhecimento) mesmo quando não dispomos de qualquer evidência em favor da crença.